# The Gold Diggers’ Song (We’re in the Money)
The Gold Diggers’ Song (We’re in the Money) ist ein Popsong, den Harry Warren (Musik) und Al Dubin (Text) verfassten und 1933 veröffentlichten.

## Hintergrund
Das Songwriter-Team Dubin-Warren schrieb die schwungvolle Tanznummer We’re in the Money als Titelsong für den Musicalfilm Gold Diggers of 1933 (Regie Mervyn LeRoy), in dem der Song von Ginger Rogers vorgestellt wurde. Lied und Film sollten optimistisch das Ende der Great Depression feiern. Allerdings besitzt das Lied zugleich einen ironischen Unterton, denn nachdem Rogers und weitere Chormädchen das Lied im Film vorgetragen haben, erscheint plötzlich der Gerichtsvollzieher und pfändet Gegenstände in ihrem insolventen Musicaltheater.
Die erste Strophe des Songs lautet:
We’re in the money, we’re in the money;

We’ve got a lot of what it takes to get along!

We’re in the money, that sky is sunny,

Old Man Depression you are through, you done us wrong.

We never see a headline about breadlines today.

And when we see the landlord we can look that guy right in the eye

We’re in the money, come on, my honey,

Let’s lend it, spend it, send it rolling along!
Gegen Ende des Liedes wiederholt Rogers einen Teil des Textes in Pig Latin.

## Erste Aufnahmen und spätere Coverversionen
Zu den Musikern, die den Song ab 1933 coverten, gehörte Dick Powell (Perfect), The Boswell Sisters (Brunswick), Leo Reisman (Victor), Gene Kardos (Banner), Ted Lewis (Columbia) und Benny Morton (Columbia, mit Red Allen, Gesang), in Großbritannien Jack Hylton & His Orchestra.
Der Diskograf Tom Lord listet im Bereich des Jazz insgesamt 48 (Stand 2016) Coverversionen, u. a. ab 1940 Bob Crosby, Buck Clayton, Charlie Barnet, Pee Wee Russell, Dick Hyman, Rosemary Clooney, Dave Pell, Matty Matlock, Mel Tormé, Dave McKenna und Dick Wellstood/Marty Grosz sowie das Pasadena Roof Orchestra. We’re in the Money wurde auch von Fred Astaire gecovert.